# Пархтіц
Пархтіц (нім. Parchtitz) — громада в Німеччині, розташована в землі Мекленбург-Передня Померанія. Входить до складу району Передня Померанія-Рюген. Складова частина об'єднання громад Берген-ауф-Рюген.
Площа — 25,05 км2. Населення становить 769 ос. (станом на 31 грудня 2020).

## Галерея

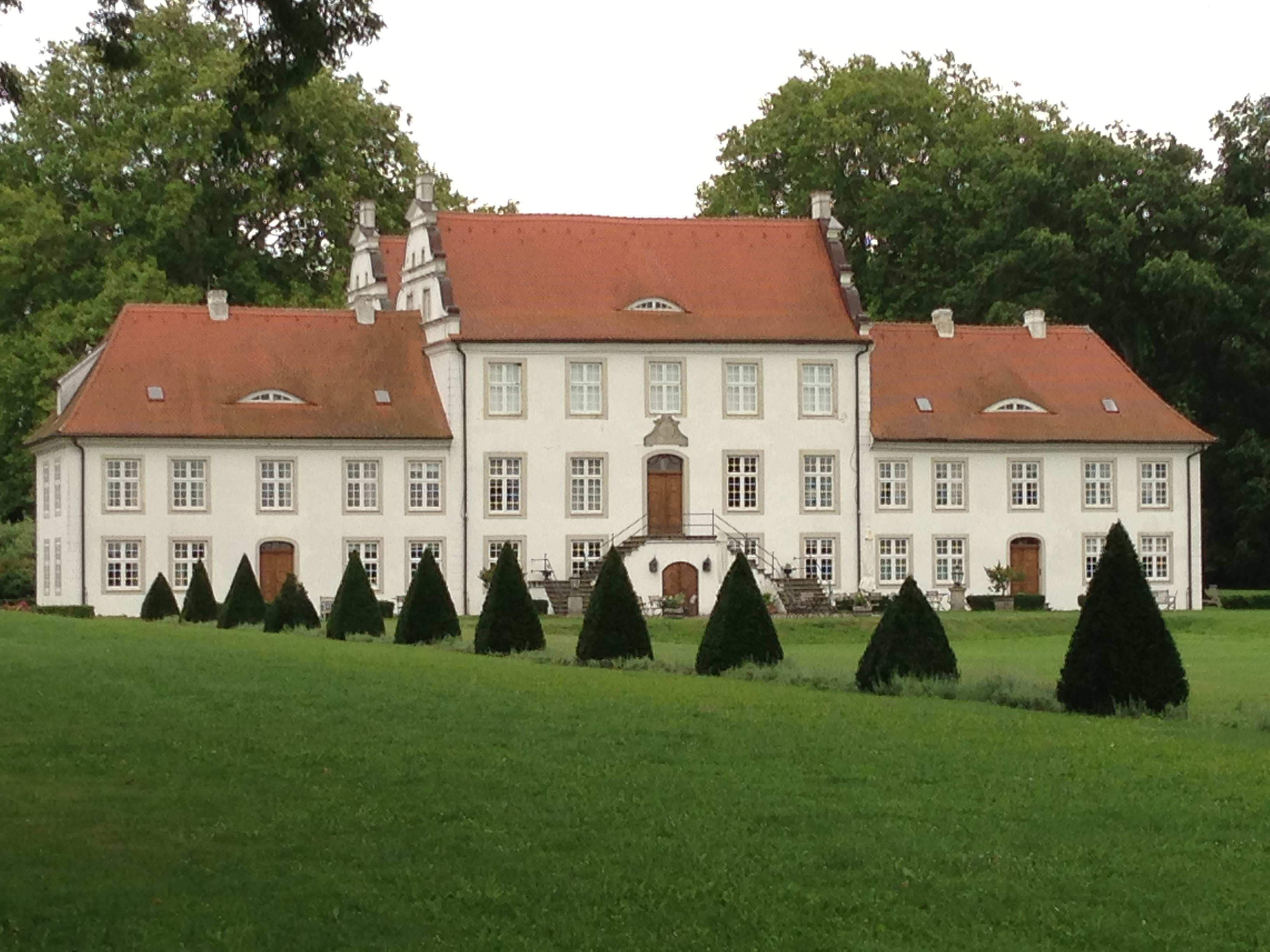